# Victor Riu
Pour les articles homonymes, voir Riu.
Victor Riu (né le 6 avril 1985) est un joueur de golf professionnel français.
Initié par son grand-père, sur le golf de Carcassonne, Victor Riu commence le golf à l'âge de 12 ans, et devient joueur professionnel à 20 ans (en 2006). Il commence par trois années passées sur le Alps Tour, et termine second de l'Ordre du Mérite en 2008, ce qui lui permet de rejoindre le Challenge Tour. En 2010, finissant 32e du Challenge Tour, et second du classement Allianz Golf Tour, Victor Riu atteint l'European Tour.

## Victoire sur le Challenge Tour
| No. | Date            | Compétition     | Score du vainqueur    | Ecarts  | Finalistes                |
| --- | --------------- | --------------- | --------------------- | ------- | ------------------------- |
| 1   | 14 juillet 2013 | Swiss Challenge | –19 (69-64-62-70=265) | 3 coups | Adam Gee, Brinson Paolini |